# ماري بودري
ماري بودري (بالإنجليزية: Mary Beaudry)‏ هي عالمة آثار وكاتِبة وأستاذة جامعية أمريكية، ولدت في 1950.